# Volta a Andalusia 1957
La Volta a Andalusia 1957 va ser la 4a edició de la Volta a Andalusia. La cursa es disputà entre l'1 i el 8 de febrer de 1957, amb un recorregut de 1.201 km repartits entre vuit etapes.
El vencedor final fou el navarrès Hortensio Vidaurreta, amb gairebé tres minuts sobre el mallorquí Gabriel Mas. Completà el podi Jesús Galdeano. El vencedor de la classificació de la muntanya fou René Marigil, mentre el Gamma fou el millor equip.

## Etapes
| Etapa | Data        | Recorregut                      | Km    | Vencedor d'etapa       | Líder de la general  |
| ----- | ----------- | ------------------------------- | ----- | ---------------------- | -------------------- |
| 1ª    | 1 de febrer | Màlaga - Màlaga                 | 135,0 | Miquel Bover           | Miquel Bover         |
| 2ª    | 2 de febrer | Màlaga - Granada                | 135,0 | René Marigil           | Hortensio Vidaurreta |
| 3ª    | 3 de febrer | Cabra - Còrdova                 | 190,0 | Joan Bibiloni          | Hortensio Vidaurreta |
| 4ª    | 4 de febrer | Còrdova - Sevilla               | 154,0 | Joan Bibiloni          | Hortensio Vidaurreta |
| 5ª    | 5 de febrer | Sevilla - Sevilla               | 188,0 | Andreu Trobat          | Hortensio Vidaurreta |
| 6ª    | 6 de febrer | Sevilla - Jerez de la Frontera  | 97,0  | Gabriel Mas            | Hortensio Vidaurreta |
| 7ª    | 7 de febrer | Jerez de la Frontera - La Línea | 168,0 | Antonio Suárez Vázquez | Hortensio Vidaurreta |
| 8ª    | 8 de febrer | La Línea - Màlaga               | 134,0 | Gabriel Company        | Hortensio Vidaurreta |

## Classificació final
|    | Ciclista                | Equip           | Temps       |
| -- | ----------------------- | --------------- | ----------- |
| 1  | Hortensio Vidaurreta    | Gamma           | 33h 35' 38" |
| 2  | Gabriel Mas             |                 | + 2' 49"    |
| 3  | Jesús Galdeano          | Ignis-Doniselli | + 3' 14"    |
| 4  | Antonio Jiménez Quílez  | Gamma           | + 4' 02"    |
| 5  | Andreu Trobat           | Faema           | + 4' 36"    |
| 6  | Ángel Guardiola         |                 | + 5' 42"    |
| 7  | José Pérez de las Heras |                 | + 6' 31"    |
| 8  | Francisco Moreno        | Gamma           | + 8' 47"    |
| 9  | Ángel Rodríguez López   |                 | + 9' 01"    |
| 10 | Miquel Bover            |                 | + 9' 02"    |